# NGC 98
NGC 98 es una galaxia espiral barrada que se estima está a unos 290 millones de años luz de distancia en la constelación de Fénix.  La galaxia NGC 98 fue descubierta el 6 de septiembre de 1834 por el astrónomo inglés John Frederick William Herschel. Tiene aproximadamente 185 mil años luz de diámetro. Es descrita como muy débil, bastante pequeña, redonda, media brillante, moteada pero no resuelta.